# Andrew Wise
Andrew Wise (fl.) 1589 - 1603), of Wyse of Wythes, was een Londens uitgever uit het Elizabethaanse tijdperk, die eerste edities van vijf toneelstukken van Shakespeare uitgaf. Geen enkele andere boekverkoper in Londen investeerde zo volhardend in Shakespeare als Wise, althans terwijl Shakespeare nog leefde.
Andrew Wise was de zoon van een landbouwer uit Yorkshire. In 1581 begon hij als "Wythes" een achtjarige leertijd bij Henry Smith en Thomas Bradshaw en op 26 mei 1589 werd hij een 'freeman' (een volwaardig lid) van de Stationers Company. Vanaf ongeveer 1593 tot 1603 runde hij zijn eigen bedrijf in Londen. Zijn winkel was aan het teken van de Engel in St. Paul's Churchyard.
Wise publiceerde edities van de volgende vijf stukken van Shakespeare:
- Hij registreerde Richard II in de Stationers' Register op 20 augustus 1597, en publiceerde de eerste quarto van het toneelstuk voor het einde van het jaar. Zowel de tweede als de derde quarto volgden in 1598. Alle drie de volumes werden gedrukt door Valentine Simmes.
- Richard III werd in de Stationer's Register ingeschreven op 20 oktober 1597 en de eerste quarto verscheen later in dat jaar. Wise publiceerde de tweede quarto van Richard III in 1598 en de derde in 1602. Alle drie de boeken werden gedrukt door Thomas Creede.
- Henry IV, Part 1 werd geregistreerd op 25 februari 1598 (nieuwe stijl), en later dat jaar gepubliceerd. Het werd gedrukt door Valentine Simmes en Peter Short. Quarto 2 volgde in 1599 gedrukt door Simon Stafford.
- Henry IV, Part 2 werd op 23 augustus 1600 geregistreerd. De enige quarto-editie uit die tijd werd in datzelfde jaar gepubliceerd. In dit geval werkte Wise samen met zijn collega William Aspley en het drukwerk werd nogmaals gedaan door Valentine Simmes.
- Much Ado About Nothing werd ook geregistreerd op 23 augustus 1600 en in datzelfde jaar gepubliceerd door Wise en Aspley en gedrukt door Simmes.

Wise begon zijn carrière als uitgever door drie werken van Shakespeare uit te kiezen. Het bleek een gouden keuze, want net deze drie zouden in de periode 1597-1598 Shakespeares best verkopende quarto's worden.
Naast toneelstukken van Shakespeare publiceerde Wise een reeks andere werken uit zijn tijd, waaronder Christ's Tears Over Jerusalem van Thomas Nashe (1593) en Observations in the Art of English Poesy (1602) van Thomas Campion. Zoals typisch voor uitgevers uit zijn tijd, publiceerde hij religieuze en homiletische (predikkundige) werken, zoals The Pathway to Perfection en The Mean of Mourning (beide 1596) door Thomas Playfair - hoewel zijn bedrijf veeleer kleinschalig scheen te zijn in vergelijking met andere boekhandelaars van zijn generatie.
Op 25 juni 1603 droeg Andrew Wise zijn auteursrechten op Richard II, Richard III en Henry IV Part I over aan zijn collega-boekverkoper Matthew Law, die de volgende quarto's van de drie toneelstukken uitgaf. Daarna is er nooit meer iets van Wise gehoord.